# La Trona (Castelldans)
La Trona és una muntanya de 477 metres que es troba al municipi de Castelldans, a la comarca catalana de les Garrigues.